# Louis Zukofsky
Louis Zukofsky (ur. 23 stycznia 1904 w Nowym Jorku, zm. 12 maja 1978 w Port Jefferson) – amerykański poeta pochodzenia żydowskiego, nowelista i eseista, współtwórca obiektywizmu w poezji. 
Ukończył Columbia University. Dyplom magistra uzyskał w 1924. W latach 1947–1966 wykładał na Polytechnic Institute of Brooklyn. Jego najambitniejszym i najobszerniejszym dziełem jest pisany przez kilka dziesięcioleci poemat A, którego pełna edycja ukazała się w 1978.